# Colp
Colp es una villa ubicada en el condado de Williamson en el estado estadounidense de Illinois. En el Censo de 2010 tenía una población de 225 habitantes y una densidad poblacional de 624,99 personas por km².

## Geografía
Colp se encuentra ubicada en las coordenadas 37°48′28″N 89°4′41″O / 37.80778, -89.07806. Según la Oficina del Censo de los Estados Unidos, Colp tiene una superficie total de 0.36 km², de la cual 0.36 km² corresponden a tierra firme y (0%) 0 km² es agua.

## Demografía
Según el censo de 2010, había 225 personas residiendo en Colp. La densidad de población era de 624,99 hab./km². De los 225 habitantes, Colp estaba compuesto por el 75.11% blancos, el 19.11% eran afroamericanos, el 0% eran amerindios, el 0.44% eran asiáticos, el 0% eran isleños del Pacífico, el 0.44% eran de otras razas y el 4.89% pertenecían a dos o más razas. Del total de la población el 1.33% eran hispanos o latinos de cualquier raza.